# Odontepyris
Odontepyris (лат. ) — род ос-бетилид из надсемейства Chrysidoidea (Bethylidae, Hymenoptera).

## Распространение
Австралия, Афротропика, Палеарктика, Юго-Восточная Азия.

## Описание
Среднего размера осы-бетилиды. Отличаются зубчатым мезоплевроном. Самки и самцы крылатые. Максиллярные щупики 5-члениковые, лабиальные щупики состоят из 3 сегментов (фомула щупиков 5,3). Клипеус с крупной срединной долей субтреугольной формы. Переднее крыло с развитыми престигмой, ячейкой 1М и крупной птеростигмой. Нотаули не развиты. Мезоплеврон крупный. В переднем крыле две замкнутые ячейки: медиальная и субмедиальная. Паразитоиды гусениц бабочек Pyralidae, Noctuidae, Oecophoridae и Tortricidae. Род был впервые выделен в 1904 году, а его валидный статус подтверждён в ходе ревизии, проведённой в 2018 году бразильскими энтомологами Magno S. Ramos и Celso O. Azevedo.

## Классификация
Около 40 видов
- Odontepyris angustus Wang et al., 2021[2]
- Odontepyris acrius Alencar & Azevedo, 2011[3]
- Odontepyris acutus Lim, 2013 (in Lim & Lee 2013)[4]
- Odontepyris argyriae Kurian, 1954
- Odontepyris batrae Kurian, 1955
- Odontepyris bedus Alencar & Azevedo, 2011
- Odontepyris cameroni  (Kieffer, 1914)
- Odontepyris cardamomensis  Lim, 2013 (in Lim & Lee 2013)
- Odontepyris cirphi  Kurian, 1955
- Odontepyris concavus  Lim, 2013 (in Lim & Lee 2013)
- Odontepyris cynpus  Alencar & Azevedo, 2011
- Odontepyris ecarinatus Wang et al., 2021
- Odontepyris eminens Wang et al., 2021
- Odontepyris erucarus  (Szelenyi, 1958) (ранее в Goniozus)
- Odontepyris escus  Alencar & Azevedo, 2011
- Odontepyris flavinervis  Kieffer, 1904
- Odontepyris flavipedis Wang et al., 2021
- Odontepyris formosicola  Terayama, 1997
- Odontepyris fudoh  Terayama, 2006
- Odontepyris fujianus  Xu, He & Terayama, 2002
- Odontepyris fuscicrus  (Kieffer, 1907)
- Odontepyris hainanus  Xiao & Xu, 2008
- Odontepyris hirtus Wang et al., 2021
- Odontepyris hypsipylae  (Kurian, 1955)
- Odontepyris indicus  (Kurian, 1954)
- Odontepyris japonicus  Terayama, 2006
- Odontepyris koreanus  Terayama, 1997
- Odontepyris latifrontalis Wang et al., 2021
- Odontepyris occiputalis Wang et al., 2021
- Odontepyris xiaoi Wang et al., 2021
- Odontepyris xui Wang et al., 2021
- Odontepyris yunnanensis Wang et al., 2021
- Другие